# Marvejols
Marvejols este o comună în departamentul Lozère din sudul Franței. În 2009 avea o populație de 5.053 de locuitori.

## Evoluția populației
| An        | 1975  | 1982  | 1990  | 1999  | 2006  | 2009  |
| --------- | ----- | ----- | ----- | ----- | ----- | ----- |
| Populație | 5.296 | 5.573 | 5.476 | 5.501 | 5.132 | 5.053 |